# San Kim Sean
San Kim Sean (tiếng Khmer: សាន គឹមស៊ាន; sinh ngày 24 tháng 03 năm 1945) là một tôn sư võ thuật Bokator hiện đại và phần lớn được cho là đã làm sống lại võ thuật Campuchia. San Kim Sean là người sáng lập Liên đoàn võ thuật Bokator Campuchia và Học viện hàn lâm Bokator Campuchia.
Thuật ngữ Bokator dịch là "đập một con sư tử", từ "Boka" có nghĩa là đập và "Tor" có nghĩa là sư tử. Vào thời của chế độ Pol Pot (1975 - 1979), những người thực hành võ thuật truyền thống sẽ bị Khmer Đỏ tiêu diệt, chạy trốn, sống lưu vong như những người tị nạn hoặc ngừng giảng dạy. Sau chế độ Khmer Đỏ, bắt đầu sự đồn trú của quân đội Việt Nam ở Campuchia và võ thuật cổ truyền hoàn toàn bị cấm luyện tập.
Sau chế độ Pol Pot, San Kim Sean phải trốn khỏi Campuchia sang Hoa Kỳ dưới sự buộc tội của người Việt Nam về việc dạy Hapkido và Bokator. Khi ở Mỹ, San Kim Sean bắt đầu dạy Hapkido tại một YMCA địa phương ở Houston, Texas và sau đó chuyển đến Long Beach, California. Sau khi sống ở Hoa Kỳ và giảng dạy và quảng bá hapkido, San Kim Sean quyết định trở lại Campuchia để phục hồi võ thuật Bokator. San Kim Sean rời khỏi Hoa Kỳ vào năm 1992 và trở về quê hương để mang lại võ thuật Bokator cho người dân của mình.
Năm 2001, San Kim Sean chuyển đến sống ở Phnom Penh và sau khi được sự cho phép của Quốc vương Norodom Sihanouk để bắt đầu giảng dạy cho thanh thiếu niên địa phương. Cùng năm đó với hy vọng đưa tất cả các bậc thầy còn sống cùng nhau khôi phục võ thuật, San Kim Sean bắt đầu đi khắp mọi miền đất nước để tìm kiếm các bậc tiền bối võ thuật Bokator hoặc những người huấn luyện viên đã sống sót sau chế độ Khmer Đỏ. Một vài vị tiền bối mà ông San Kim Sean tìm thấy thì đã quá già, từ sáu mươi đến chín mươi tuổi; nhiều người rất ngại dạy võ thuật Bokator một cách công khai. Sau nhiều lần thuyết phục và được chính phủ chấp thuận, San Kim Sean đã khôi phục lại võ thuật Bokator một cách hiệu quả cho người dân Campuchia.